# Constantan
Constantan[a] (do alemão Konstantan ®) é uma liga metálica utilizada na produção de fios para a fabricação de resistores elétricos (ou, comumente, "resistências elétricas"), bem como em termopares para instrumentação, devido à sua característica de exibir a resistividade elétrica (e, portanto, a resistência elétrica) praticamente constante em um amplo intervalo de temperatura. Dessa forma, pode o dispositivo com ele fabricado (resistor, termopar ou derivado) ser considerado linear, em contraste com os dispositivos equivalentes fabricados com outros materiais, que são sensivelmente não-lineares .
No Brasil, conhece-se-o na prática, além de por Constantan [a], também por Constantã [b] e, mais raramente, por Konstantan [b]. 
A composição do Constantan é variável: de 53~57 % de Cobre, 43~45 % de Níquel, 0,5~1,2 % de Manganês e menos de 0,5 % de Ferro (uma forma comercial ordinária pode apresentar 55% em Cobre, 44% em Níquel, 1% em Manganês e resíduos de Ferro). Sua principal e desejada característica é exibir uma resistividade elétrica sensivelmente constante (0,49~0,51Ω.mm2/m, média aritmética 0,50Ω.mm2/m) em um amplo intervalo de temperatura (20~600 °C). Efetivamente, Constantan apresenta  curva característica resistividade elétrica versus temperatura de operação tão proximamente linear que pode ser assumida como linear.  Essa propriedade, pois, justifica sua utilização com sucesso em aplicações técnicas eletrotérmicas, termoelétricas e outras até o limiar de 500 °C .

## Precedente histórico
Reporta-se que, em 1887, o químico Edward Weston descobriu que os metais podem ter um coeficiente térmico de resitividade elétrica  de valor negativo, criando, pois, sua  "Liga nº 2" . Esta viria a ser posteriormente produzida na Alemanha, sob o nome Konstantan ® 

## O nome da marca
Konstantan ® é marca comercial da empresa alemã ThyssenKrupp VDM GmbH para uma liga , que geralmente é composta por cerca de 55% em cobre , 44% em níquel e 1% em manganês (além de traços de outros elementos, notadamente ferro). É caracterizada por exibir, numa ampla faixa de temperatura, coeficiente de variação térmica da resistividade elétrica aproximadamente constante.
Existem ainda outras ligas que exibem propriedades semelhantes (por exemplo, manganina: Cu 86% Mn% 12% Ni 2%; nicromo: Cr 15~25%, Ni 19~80%, restante Fe etc.).

## Registro da marca
O registro da marca deu-se em 14 de dezembro de 1952 na patente alemã (Trademark Office), e agora acha-se registrado o nome para essa liga primariamente de cobre-níquel, como na linguagem corrente se usa. No inglês, usa-se Constantan, sendo também marca protegida. Outra marca de liga muito semelhante é ISOTAN, do Isabellenhütte Heusler GmbH & Co KG.

## Explicação física
A pequena, praticamente nula, dependência térmica da resistividade elétrica (exibida pela quase constância do seu coeficiente térmico de resistividade elétrica α = 1 x 10–5K–1 (20~600 °C) concorda com a também quase constância do seu coeficiente de dilatação linear α = 13,5 x 10–6~16,0 x 10–6K–1 (100~600 °C) e é devida quase que exclusivamente ao fato de que essa liga apresenta, naquele intervalo de temperatura, um nível elevado de organização cristalina dentro de sua estrutura, com a contribuição da densidade de impurezas.
Isto significa que, embora a densidade de impurezas no material também dependa da temperatura (e, com o aumento da temperatura, aumente lentamente), todavia, devido ao elevado número de lacunas na estrutura cristalina, há influência eletrônica de dispersão sobre elas, e não principalmente sobre os elétrons ou espalhamento elétron-fônon. Por esta razão, a resistividade elétrica do Constantan é fortemente determinada pela elevada concentração de impurezas e pela sua influência na dispersão de elétrons na estrutura cristalina. Propriedades semelhantes exibe a liga Kanthal.
Devido ao pequeno coeficiente de temperatura de resitividade elétrica do Constantan, usa-se-o para resistores e medidas de precisão. Também dispositivos de calefação usam resistores de Constantan.